# Jump River
Jump River és una població dels Estats Units a l'estat de Wisconsin. Segons el cens del 2000 tenia 311 habitants.

## Demografia
Segons el cens del 2000, Jump River tenia 311 habitants, 118 habitatges, i 82 famílies. La densitat de població era de 3,3 habitants per km².
Per edats la població es repartia de la següent manera: un 26,7% tenia menys de 18 anys, un 5,8% entre 18 i 24, un 27,0% entre 25 i 44, un 25,7% de 45 a 60 i un 14,8% 65 anys o més.
L'edat mediana era de 41 anys. Per cada 100 dones de 18 o més anys hi havia 115,1 homes.
La renda mediana per habitatge era de 29.167 $ i la renda mediana per família de 53.125 $. Els homes tenien una renda mediana de 25.625 $ mentre que les dones 22.083 $. La renda per capita de la població era de 18.286 $. Aproximadament el 4,9% de les famílies i el 8,5% de la població estaven per davall del llindar de pobresa.